# Liste der Kulturdenkmale in Wendtorf
In der Liste der Kulturdenkmale in Wendtorf sind alle Kulturdenkmale der schleswig-holsteinischen Gemeinde Wendtorf (Kreis Plön) aufgelistet (Stand: 10. März 2025).

## Legende
In den Spalten befinden sich folgende Informationen:
- Objekt-ID: die Nummer des Kulturdenkmales
- Lage: die Adresse des Kulturdenkmales und die geographischen Koordinaten. Kartenansicht, um Koordinaten zu setzen. In der Kartenansicht sind Kulturdenkmale ohne Koordinaten mit einem roten Marker dargestellt und können in der Karte gesetzt werden. Kulturdenkmale ohne Bild sind mit einem blauen Marker gekennzeichnet, Kulturdenkmale mit Bild mit einem grünen Marker.
- Offizielle Bezeichnung: Bezeichnung des Kulturdenkmales
- Beschreibung: die Beschreibung des Kulturdenkmales
- Bild: ein Bild des Kulturdenkmales

## Sachgesamtheiten
| Objekt-ID | Lage                                         | Offizielle Bezeichnung | Beschreibung | Bild |
| --------- | -------------------------------------------- | ---------------------- | --- | ---- |
| 52524     | Dorfstraße 30 (54° 24′ 28″ N, 10° 17′ 43″ O) | Hof Wiese              | Hof Wiese; um 1600, 1838/1885; am östlichen Ortsrand gelegenes Ensemble aus Haupthaus Wiese mit Pflasterung vor dem Haus und Bohlenspeicher - Begründung: geschichtlich, wissenschaftlich, städtebaulich, Kulturlandschaft prägend - Schutzumfang: Haupthaus Wiese mit Pflasterung vor dem Haus, Bohlenspeicher | BW   |

## Bauliche Anlagen
| Objekt-ID | Lage                                         | Offizielle Bezeichnung | Beschreibung | Bild |
| --------- | -------------------------------------------- | ---------------------- | --- | ---- |
| 4636      | Dorfstraße 23 (54° 24′ 32″ N, 10° 17′ 40″ O) | Querscheune            | Querscheune; 1850; eingeschossiger Fachwerkbau mit hohem Walmdach und Querdiele - Begründung: geschichtlich, städtebaulich, Kulturlandschaft prägend - Schutzumfang: gesamtes Äußeres - Denkmaltyp: Bauliche Anlage | BW   |
| 4634      | Dorfstraße 29 (54° 24′ 35″ N, 10° 17′ 45″ O) | Haupthaus Heller       | Haupthaus Heller; 1860; Probsteier Bauernhaus, in Fachwerk ausgeführtes, giebelständiges Fachhallenhaus unter Satteldach mit Grootdör hinter vier Freisäulen, Pflasterung vor dem Haus - Begründung: geschichtlich, städtebaulich, Kulturlandschaft prägend - Schutzumfang: Haupthaus Heller, Pflasterung vor dem Haus - Denkmaltyp: Bauliche Anlage                                | BW   |
| 4630      | Dorfstraße 30 (54° 24′ 28″ N, 10° 17′ 44″ O) | Haupthaus Wiese        | Haupthaus Wiese; 1838/1885; Probsteier Bauernhaus, in Fachwerk ausgeführtes, giebelständiges Fachhallenhaus unter Satteldach mit Grootdör hinter zwei Freipfosten, Pflasterung vor dem Haus - Begründung: geschichtlich, städtebaulich, Kulturlandschaft prägend - Schutzumfang: Haupthaus Wiese, Pflasterung vor dem Haus - Denkmaltyp: Bauliche Anlage, Sachgesamtheit: Hof Wiese | BW   |
| 40499     | Dorfstraße 30 (54° 24′ 29″ N, 10° 17′ 47″ O) | Bohlenspeicher         | Bohlenspeicher; um 1600; eingeschossiger, einraumtiefer Wandständerbau von knapp sechs Metern Länge auf Findlingsfundamenten mit Bohlenfüllungen aus Eichenholz und Satteldach, Erschließung über eine Tür auf der westlichen Traufseite - Begründung: geschichtlich, wissenschaftlich, Kulturlandschaft prägend - Schutzumfang: gesamtes Objekt - Denkmaltyp: Bauliche Anlage      | BW   |
| 27671     | Dorfstraße 33 (54° 24′ 32″ N, 10° 17′ 46″ O) | Fachhallenkate         | Fachhallenkate; Kern um 1700; eingeschossiger, giebelständiger Bau unter reetgedecktem Vollwalmdach, Außenwände teils massiv erneuert - Begründung: geschichtlich, städtebaulich, Kulturlandschaft prägend - Schutzumfang: gesamtes Objekt - Denkmaltyp: Bauliche Anlage | BW   |
| 4632      | Dorfstraße 34 (54° 24′ 31″ N, 10° 17′ 49″ O) | Haupthaus Klindt       | Haupthaus Klindt; 1845, Innengerüst 16. Jh.; Wirtschaftsteil eines Probsteier Bauernhauses, in Fachwerk ausgeführtes, giebelständiges Fachhallenhaus mit Satteldach - Begründung: geschichtlich, wissenschaftlich, städtebaulich, Kulturlandschaft prägend - Schutzumfang: gesamtes Objekt - Denkmaltyp: Bauliche Anlage                                                            | BW   |

## Quelle
- Liste der Kulturdenkmale in Schleswig-Holstein – Kreis Plön (PDF)

- Karte mit allen Koordinaten:
- OSM |
- WikiMap